# 장윤금
장윤금(Yunkeum Chang, 張倫昑, 1961년~)은 대한민국의 문헌정보학 박사이자 숙명여자대학교 문헌정보학과 교수이며, 제20대 숙명여자대학교 총장(2020.09.01~)이다. 장윤금 총장은 숙명여자대학교의 교수, 직원, 학생, 동문 등 전 구성원이 참여해 뽑은 최초의 직선제 총장이다. 장 총장은 2021년 숙명여자대학교 창학 115주년을 맞아 '숙명 2030 비전'을 선포했다.

## 출신 학교/학위
- 숙명여자대학교 문헌정보학과 (문학사)
- 미국 인디애나 대학교 블루밍턴(Indiana University-Bloomington) 대학원 (문헌정보학 석사)
- 미국 위스콘신 대학교 매디슨(University of Wisconsin-Madison) 대학원 (문헌정보학 박사)

## 주요 경력
- 교내
- 2004.09 - 현재      숙명여자대학교 문헌정보학과 교수
- 2007.02 – 2008.08 숙명여자대학교 리더십연구기획실 리더십연구기획실장
- 2008.09 - 2010.08  숙명여자대학교 숙명리더십개발원 원장, 리더십교양학부장
- 2012.09 - 2014.08  숙명여자대학교 아태여성정보통신원 원장
- 2014.03 - 2016.02  숙명여자대학교 리더십교양교육원 원장, 리더십교양학부장

- 대외활동
- 2009.03 - 2011.02  한국장학재단 국가장학생선발위원
- 2016.01 - 2016.06  제66차 유엔 DPI/NGO컨퍼런스 다음세대 공동조직위원장
- 2017.01 - 2020.01  국가기록원 국가기록관리위원
- 2017.04 - 2018.04  한국교육학술정보원 정책자문위원
- 2018.05 - 2018.12  네이버 뉴스 알고리즘 검토위원
- 2021.06 - 현재  한국-카자흐스탄 문화, 예술, 교육 소사이어티 (Korea-Kazakh Arts, Culture & Education Society) 초대 회장

- 학회 및 협의회
- 2007.01 - 2014.12  한국정보관리학회 이사, 한국문헌정보학회 이사
- 2015.01 - 2016.12  한국비블리아학회 부회장
- 2017.01 - 2018.12  한국비블리아학회 회장
- 2017.09 - 현재  서울특별시 교육청 도서관정책자문위원회 위원장
- 2017.12 - 현재  학교도서관진흥위원회 위원장
- 2019.09 - 현재  여성신문 AI 위원회 위원 (2기 공동위원장)
- 2020.02 - 현재  한국 HCI(Human Computer Interaction)학회 이사
- 2020.02 - 현재  이노비즈협회 여성경제위원회 자문위원
- 2020.11 - 현재  한국사립대학총장협의회 부회장
- 2020.11 – 현재  한국대학사회봉사협의회 이사
- 2021.03 - 현재  서울총장포럼 회장
- 2021.03 - 현재  대학입학전형위원회 위원
- 2021.04 - 현재  한국대학교육협의회 이사

- 교육
- 2002.08 – 2003.06 위스콘신대학교(매디슨캠퍼스) 문헌정보학부 전임강사
- 2003.08 - 2004.06  위스콘신대학교(밀워키캠퍼스) 정보학부 겸임교수
- 2019.02 - 2019.08  미국 드렉셀대학교 방문교수
- 2019.02 - 2019.08  미국 콜럼비아대학교 방문교수

## 참조
1. ↑  “숙명여대 제20대 장윤금 총장 취임, ”세상을 선도할 글로벌 숙명 이루겠다””. 2020년 9월 1일. 2021년 6월 17일에 확인함.
2. ↑  입력 2021.05.25 14:59 (2021년 5월 25일). “창학 115주년 숙명여대 ‘숙명 2030 비전’ 선포”. 2021년 6월 17일에 확인함.

| 전임 강정애 | 제20대 숙명여자대학교 총장 2020년 9월 1일 ~ |  |